# پیتر جوراسیک
پیتر جوراسیک (انگلیسی: Peter Jurasik؛ زادهٔ ۲۵ آوریل ۱۹۵۰) هنرپیشه اهل ایالات متحده آمریکا است. وی از سال ۱۹۷۷ میلادی تاکنون مشغول فعالیت بوده‌است.
از فیلم‌ها یا برنامه‌های تلویزیونی که وی در آن نقش داشته‌است می‌توان به هیئت منصفه فراری، ترون، ۴۲، آرتور نیومن، کودک دردسرساز، مری و مارتا و طولانی‌ترین سواری اشاره کرد.